# 쿠르니아 메이가
쿠르니아 메이가(인도네시아어: Kurnia Meiga, 1990년 5월 7일 ~ )는 인도네시아의 전 축구 선수이다. 현역 시절 포지션은 골키퍼였다.

## 클럽 경력
2008년 아레마 크로너스에 입단하였다. 인도네시아 슈퍼 리그 첫해인 2008-09 시즌에서 본탕 FC와의 분쟁으로 12개월 출장 정지와 3,000만 루피아 지불 처분을 인도네시아 축구 협회로부터 받았지만, 나중에 5달에 감면되었다. 2009-10 시즌은 알도 바레토, 크리스티안 곤살레스, 리카르도 살람페시 등을 제치고 올해의 선수상을 차지했다.

## 대표 경력
2013년 3월 23일 2015년 AFC 아시안컵 예선 사우디 전에서 A 매치에 첫 출전되었지만, 1-2로 패했다.

## 사생활
남동생 아치마드 쿠르니완도 마찬가지로 축구 선수이다.

## 개인 성적

### 대표 성적
| 인도네시아 국가대표 | 인도네시아 국가대표 | 인도네시아 국가대표 |
| 연도                | 출전                | 득점                |
| ------------------- | ------------------- | ------------------- |
| 2013                | 2                   | 0                   |
| 2014                | 8                   | 0                   |
| 합계                | 10                  | 0                   |